# Material peligroso

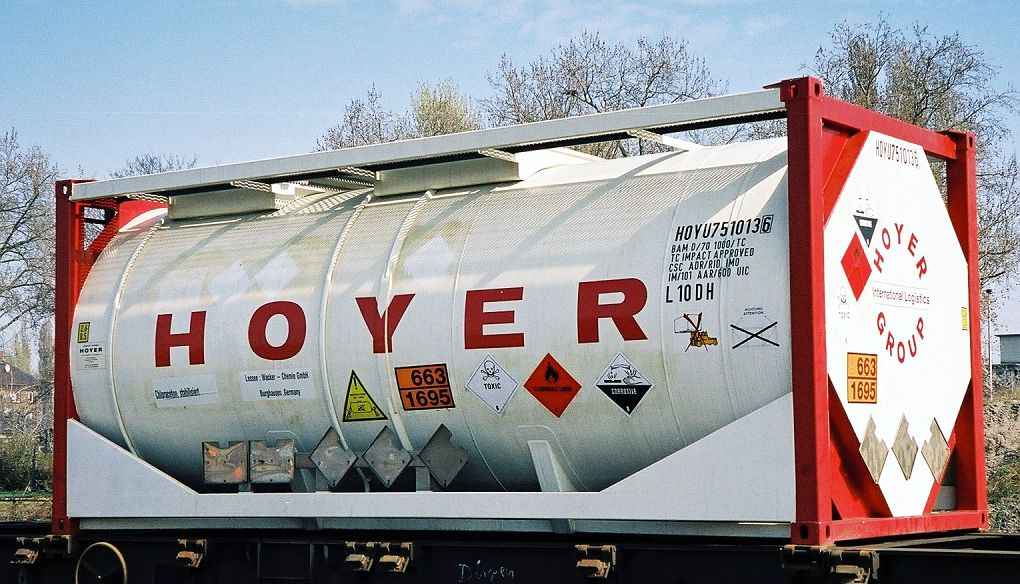
Contenedor de material peligroso.ONC

Un material peligroso es toda sustancia sólida, líquida o gaseosa que, por sus características físicas, químicas o biológicas, puede ocasionar daños a los seres humanos, al medio ambiente y a los bienes. También llamado hazmat, acrónimo proveniente de hazardous materials (en español, «materiales peligrosos»).

## Clasificación de los materiales peligrosos
La Organización de las Naciones Unidas clasifica en esta forma los materiales y desechos peligrosos:

### Clase 1: Explosivos
Comprende de sustancias explosivas, artículos explosivos y sustancias que producen efecto explosivo pirotécnico. Se subdivide en seis subclases:
- 1.1 Materiales y artículos que presentan riesgo de explosión de toda la masa (como la nitroglicerina y la dinamita).
- 1.2 Materiales y artículos que presentan riesgo de proyección, pero no de explosión de toda la masa.
- 1.3 Materiales y artículos que presentan riesgo de incendio y de que se produzcan pequeños efectos de onda de choque o proyección, pero no un riesgo de explosión de toda la masa.
- 1.4 Materiales y artículos que no presentan riesgos notables. Generalmente se limita a daños en el embalaje.
- 1.5 Materiales muy poco sensibles que presentan riesgo de explosión de toda la masa pero que la posibilidad de explosión es remota.
- 1.6 Materiales extremadamente insensibles que no presentan riesgo de explosión de toda la masa.

### Clase 2: Gases
Se refiere a cualquier tipo de gas comprimido, licuado o disuelto bajo presión. Se distinguen tres subclases:
- 2.1 Gases inflamables. Incluyen generalmente a hidrocarburos procedentes de la destilación del petróleo o de fuentes de gas natural (propano, hidrógeno).
- 2.2 Gases no inflamables, no venenosos y no corrosivos. Son gases que no se queman con facilidad, y la combustión puede llevarse a cabo solo en condiciones extremas (nitrógeno, helio).
- 2.3 Gases venenosos. Conformado por mezclas estables de gases, pero capaces de reaccionar con los compuestos orgánicos de las células produciendo la muerte (Cloro, fosgeno).

### Clase 3: Líquidos
Son líquidos, mezclas de líquidos, o líquidos conteniendo sólidos en solución o suspensión, que liberan vapores inflamables a temperaturas relativamente bajas.
Estas se clasifican de acuerdo al punto de inflamabilidad, esto es, la temperatura más baja a la que el líquido desprende vapores en cantidad suficiente para formar una mezcla inflamable en las proximidades de su superficie (gasolina).
- 3.1 Punto de inflamabilidad bajo (inferior a -18 °C).
- 3.2 Punto de inflamabilidad medio (igual o superior a -18 °C e inferior a 23 °C)
- 3.3 Punto de inflamabilidad alto (igual o superior a 23 °C e inferior a 61 °C)

En esta clase también se incluyen igualmente las materias sólidas en estado fundido cuyo punto de inflamación es superior a 61 °C y que sean entregadas al transporte o transportadas en caliente a una temperatura igual o superior a su punto de inflamación. También se incluyen las materias líquidas explosivas desensibilizadas (materias líquidas explosivas preparadas en solución o en suspensión en agua o en otros líquidos de modo que formen una mezcla líquida homogénea exenta de propiedades explosivas).

### Clase 4: Sólidos
Incluye a las sustancias espontáneamente inflamables y sustancias que en contacto con el agua emiten gases inflamables. Son las sustancias que se encienden con facilidad, y que en consecuencia representan un peligro de incendio bajo las condiciones industriales normales.
- 4.1 Sólidos inflamables. Son sólidos que en condiciones normales de transporte son inflamables y pueden favorecer incendios por fricción (magnesio, Fósforo rojo).
- 4.2 Sustancias que pueden presentar combustión espontánea. Son espontáneamente inflamables en condiciones normales de transporte o al entrar en contacto con el aire (Fósforo blanco).
- 4.3 Sustancia que en contacto con el agua despide gases inflamables o tóxicos (sodio, potasio).

### Clase 5: Oxidantes
Materiales que sin ser necesariamente combustibles en sí mismos pueden, no obstante liberando oxígeno o por procesos análogos, acrecentar el riesgo de incendio y otros materiales con los que entren en contacto o la intensidad con que éstos arden. 
- 5.1 Oxidantes. Son sustancias que, aun sin ser combustibles, causan o contribuyen a la combustión al liberar oxígeno. No se confunda con las sustancias oxidantes o receptoras de electrones en reacciones químicas (ver Reducción-oxidación)(nitrato de amonio, peróxido de hidrógeno).
- 5.2 Peróxidos orgánicos. Compuestos orgánicos con estructura bivalente O-O, térmicamente inestables, capaces de descomponerse en forma explosiva y violenta. Son sensibles al calor o a la fricción.

### Clase 6: Venenos
- 6.1 Sustancias venenosas. Son sólidos o líquidos que pueden causar efectos graves y perjudiciales para la salud del ser humano si se inhalan sus vapores, se ingieren o entran en contacto con la piel o las mucosas (cianuro de potasio, Cloruro de mercurio (I), Cloruro de mercurio (II)).
- 6.1.1 Nocivos.   Evítese contacto con alimentos. Grupo de peligro II.   Símbolo Espiga de trigo cruzada por una "X "en negro, fondo blanco y texto en negro.
- 6.2 Sustancias infecciosas. Son materiales que contienen microorganismos patógenos viables o toxinas de los que se sabe o se sospecha pudieran originar enfermedades en humanos y en animales (como el bacilo causante del carbunco y el virus del sida).

### Clase 7: Radiactivos
Se entiende por material radiactivo a todos aquellos que poseen una actividad mayor a 70 kBq/kg (kilobequerelios por kilogramo) o su equivalente de 2 nCi/g (nanocurios por gramo) (Uranio, Plutonio).

### Clase 8: Corrosivos
Son sustancias ácidas o básicas que causan lesiones visibles en la piel y otros tejidos vivos o corroen los metales. Algunas de estas sustancias son volátiles y desprenden vapores irritantes; pueden desprender gases tóxicos cuando se descomponen (hidróxido de Sodio, ácido sulfúrico) .

### Clase 9: Mezclas peligrosas
Son sustancias que presentan peligros para el hombre y el medio ambiente, pero sus efectos sobre éstos no clasifican como ninguna de las clases anteriores (por ejemplo el hielo seco).
- 9.1 Cargas peligrosas que están reguladas en su transporte pero no pueden ser incluidas en ninguna de las clases antes mencionadas (asfalto caliente).
- 9.2 Sustancias peligrosas para el medio ambiente.
- 9.3 Residuos peligrosos y corrosivos.

## Emergencias relacionadas con materiales peligrosos
Los Cuerpos de bomberos y Brigadas especiales se encargan de ser los primeros respondientes (en muchos casos además forman parte de la fuerza de tareas que solventa completamente la situación) ante emergencias que involucren este tipo de materiales. 
Algunos ejemplos de sucesos que puedan clasificarse como emergencias atendidas por los bomberos, son:
- Derrames de Desechos Tóxicos.
- Volcamiento o choque de vehículos de transporte.
- Explosiones o incendios en centros de procesamiento y almacenamiento de sustancias peligrosas.

## Eliminación de materiales peligrosos
El envío internacional de los desechos tóxicos, especialmente desde los países industrializados a las naciones en desarrollo, para eliminación representa una amenaza, no solamente para el medio ambiente de los países receptores, sino también para los océanos del mundo y la salud de la comunidad global.
El peligro se agrava, porque los productores de los desechos tóxicos encuentran que es más barato y fácil exportar estos productos, que cumplir con los reglamentos nacionales que controlan su manejo y eliminación. Más allá del riesgo de accidentes durante el transporte, existe un peligro cada vez más grave en la práctica de enviar los desperdicios tóxicos a las naciones en desarrollo, con sus limitaciones financieras, porque no pueden manejar con seguridad, los desechos que se generan o se almacenen dentro de sus fronteras.
No es responsable, desde el punto de vista ambiental, ubicar una operación industrial que produce desechos peligrosos, en un sitio donde no existe ningún medio efectivo para su eliminación. En el caso extremo, esto significa que ciertos subsectores industriales, posiblemente, no sean adecuados para ciertas regiones. A menudo, el problema es institucional, y el sitio podría ser aceptable, condicionalmente, si el desarrollo propuesto fuera acompañado por un compromiso gubernamental para planificar y proporcionar transporte, tratamiento y eliminación de los desechos tóxicos.
El compromiso con el desarrollo sustentable, el desarrollo a largo plazo, pasa por el manejo efectivo de los recursos naturales y humanos. En vista del creciente peligro para el medio ambiente, que representan los envíos internacionales no reglamentados de desperdicios tóxicos, y a la luz de sus propias preocupaciones fundamentales por la protección ambiental de los países en desarrollo, para el manejo, envío y eliminación de los desechos tóxicos o peligrosos es conveniente considerar lo siguiente:
- No se debe arriesgar los océanos, ni ningún país en desarrollo, debido a la descarga, transbordo, o eliminación de desechos tóxicos o peligrosos que se producen en un país y se transportan a otro.
- Se deberá prohibir estricta y completamente las descargas al océano. Si se utiliza el envío internacional de los desperdicios tóxicos, esto deberá efectuarse solamente con el consentimiento informado y previo de las autoridades gubernamentales competentes; y después de la certificación aceptable de que el modo de transporte utilizado cumpla con los convenios y normas internacionales, y que el envío vaya a pasar por instalaciones seguras hasta llegar a los sitios de almacenamiento y eliminación que sean apropiados y ambientalmente solventes, y manejados por operadores experimentados, responsables y certificados, y bajo garantías adecuadas de monitoreo.

Estos temas de importancia internacional requieren una respuesta decidida y cooperativa. Actualmente la Organización de Cooperación y Desarrollo Económico (OCDE), la Organización de Unidad Africana (OUA), y los esfuerzos internacionales del Programa de las Naciones Unidas para el Medio Ambiente (PNUMA) están dirigidos a fin de establecer los arreglos de gobierno a gobierno para prohibir o controlar la eliminación de los desechos tóxicos y peligrosos, una conclusión definitiva de los tratados y su efectiva aplicación se hace cada vez más imperativa, para ello, la comunidad internacional y los gobiernos nacionales deben empeñarse, en el desarrollo de normas y códigos de práctica claros que aseguren que el manejo de los desechos peligrosos sea ambientalmente solvente.
que bien llegaste al final